# Tuvalskie odznaczenia

## Tuvalu
| Baretka | Nazwa polska                               | Nazwa angielska                         |
| ------- | ------------------------------------------ | --------------------------------------- |
|         | Order Zasługi                              | Order of Merit                          |
|         | Medal Niepodległości Wysp Lagunowych, 1980 | Ellice Islands Independence Medal, 1980 |